# فرنر فورسمان
فرنر فورسمان (بالألمانية:  Werner Forßmann) ـ (29 أغسطس 1904 ـ 1 يونيو 1979) طبيب ألماني، تقاسم  جائزة نوبل في الطب لسنة 1956 مع الأمريكي من أصل فرنسي أندره كورنان والأمريكي ديكنسون ريتشاردس لاشتراكهم في تطوير قسطرة القلب. ففي سنة 1929 قام فورسمان بالمجازفة بحياته، إذ حقن نفسه بمخدر موضعي ثم أدخل قسطرة في أحد أوردة ذراعه واستطاع تمريرها بنفسه إلى داخل قلبه.

## روابط خارجية
- فرنر فورسمان على موقع الموسوعة البريطانية (الإنجليزية)
- فرنر فورسمان على موقع مونزينجر (الألمانية)
- فرنر فورسمان على موقع إن إن دي بي (الإنجليزية)